# Rhoda Shipman
Rhoda Shipman (nascuda el 30 de gener de 1968) és una escriptora de còmics dels Estats Units.

## Biografia
Shipman i el seu marit Gary Shipman van crear, escriure i editar la sèrie de còmics independents Pakkins' Land, que explica la història de Paul, un nen que es troba en un món màgic ple d'animals parlants. La sèrie ha rebut elogis de la crítica i ha rebut un seguiment internacional i nombroses nominacions als premis. Alguns personatges de les històries de Pakkins' Land porten el nom dels tres fills de Shipman.
L'octubre de 2021, Shipman va llançar Rhoda's Little Book of Sketches, un quadern de dibuixos de 30 pàgines amb les seves il·lustracions.

## Premis
- El 1997, Shipman i el seu marit van ser nominats per al Premi Russ Manning al "nouvingut" més prometedor.
- El 1998, Shipman i el seu marit van ser nominats per a un premi Eisner a la categoria "Talent mereixedor d'un reconeixement més ampli".[3]